# Domenico Michiel (Vizedoge)
Domenico Michiel war zusammen mit Leachim, dem Sohn des venezianischen Dogen Domenico Michiel, von August 1122 bis Juni 1125 Vizedoge („vice dux“) der Republik Venedig, womit die beiden Männer knapp drei Jahre lang die Regierungsgeschäfte führten. Dies war notwendig, da der Doge während dieser Zeit persönlich eine Flotte gegen Byzanz und ins Heilige Land führte (Venezianischer Kreuzzug). Das Amt des Vizedogen bestand nur sporadisch zwischen 1122 und 1205 und wurde letztmals von Ranieri Dandolo ausgefüllt. Ungewöhnlich ist darüber hinaus, dass gleich zwei Vizedogen eingesetzt wurden, und dass diese nach der Rückkehr des Dogen abtraten. Zudem war keiner von beiden als Nachfolger vorgesehen, wie dies früher bei den Mitdogen der Fall gewesen war. Unterstützt wurden sie von den drei iudices Giovanni Michiel, Domenico Bassedello und Domenico Stornato.
Zeitweise galt der Vizedoge Domenico Michiel, genauso wie Leachim, als Sohn des Dogen. Bis ins frühe 17. Jahrhundert waren die beiden Stellvertreter des Dogen, sowohl Domenico als auch Leachim, weitgehend in Vergessenheit geraten, da sie in der venezianischen Chronistik keinen Platz fanden. Über ihre Tätigkeit in Venedig ist, sieht man von einer im Oktober 1124 von Leachim und Domenico ausgestellten Urkunde für das Kloster San Giorgio Maggiore ab, nichts bekannt.

## Herkunft, Stellvertreterschaft
Die Herkunft des Vizedogen ist nicht eindeutig zu klären, möglicherweise waren die gleichnamigen Amtsinhaber, also der Doge und der Vizedoge, gar nicht verwandt. Nach 1125, als die siegreiche Flotte unter Führung des Dogen zurückkehrte, sind die beiden Vizedogen wohl vom Amt zurückgetreten. In den Quellen erscheinen sie nicht mehr. Als Nachfolger kamen beide offenbar nicht in Frage, denn der Doge entschied sich für einen anderen Kandidaten.

Die Kreuzfahrerstaaten um 1135

Der Bedarf nach einer mehrjährigen Stellvertretung für den Dogen entstand durch den Krieg gegen Byzanz um ein Handelsprivileg von 1082, das der byzantinische Kaiser nicht verlängert hatte, und durch die Teilnahme an den Kämpfen im Heiligen Land. Im Jahr 1120 erreichten nämlich Gesandte des Patriarchen von Jerusalem und von König Balduin II. neben anderen christlichen Hauptstädten auch Venedig. Sie suchten dort um Unterstützung nach, denn im Jahr zuvor war die Armee des Fürstentums Antiochia in der Schlacht auf dem Blutfeld durch die Armee des Emirs von Aleppo, Ilghazi, vernichtet worden. Auch war Michiel durch einen Brief Papst Calixtus' II. dringend zur Hilfe aufgefordert worden.
Doch zunächst wollte der Doge das Verhältnis zum Kaiser klären. Alexios I. hatte in seinen letzten Jahren das Reich auch für die Konkurrenten aus Pisa und Genua geöffnet, und das Verhältnis zu den Kreuzfahrerstaaten war gespannt. Nach dem Tod des Kaisers hatte sich der Doge 1118 an dessen Sohn und Nachfolger Johannes II. gewandt, um das große Privileg (Chrysobullon) von 1082 erneuern zu lassen. Doch der Kaiser lehnte dies ab, woraufhin der Doge den Krieg vorbereiten ließ.
Im August 1122 stach eine Flotte von 100 Schiffen, 15.000 Mann stark, und unter persönlicher Führung des Dogen, in See. Sie griff das byzantinische Korfu an, brach jedoch die Belagerung im Frühjahr auf die Nachricht von der Gefangennahme König Balduins II. ab. Am 30. Mai 1123 besiegte sie vor Askalon eine Flotte des ägyptischen Sultans und griff Tyros an. In Jerusalem kam es zum Abschluss des Pactum Warmundi. Dieses Pactum sah vor, dass Venedig in jeder Stadt des Königreichs Jerusalem ein eigenes Quartier erhalten sollte. Hinzu kamen weitgehende Abgabenfreiheit, die Erlaubnis die dortigen Maße und Gewichte zu benutzen sowie die rechtliche Aufsicht über seine Bürger. Letzteres sollte auch für die Fälle gelten, in denen es zum Streit mit Nichtvenezianern kam. Damit waren die Venezianer der königlichen Gerichtsbarkeit entzogen. Entsprechende Privilegien sollten auch für das Fürstentum Antiochia gelten. Außerdem sollte Venedig jeweils ein Drittel der noch zu erobernden Städte Tyros und Askalon erhalten sowie von deren Territorien. König Balduin bestätigte nach seiner Befreiung diese weit reichenden Privilegien. Tyros ergab sich nach vier Monaten Belagerung. Angeblich war die Begeisterung so groß – dies behauptet jedenfalls die Historia ducum Venetorum aus dem späten 12. oder frühen 13. Jahrhundert –, dass man dem Dogen die Krone des Königreichs Jerusalem anbot. Nach diesen umfassenden Erfolgen fuhr die Flotte heimwärts. Sie näherte sich auf der Rückfahrt der byzantinischen Insel Rhodos, dessen Hauptstadt belagert wurde, dann wurden Inseln der Ägäis geplündert. In Dalmatien hatte Ungarn die Städte unterworfen, doch nun erzwang der Doge die Herausgabe von Traù und Spalato. Im Juni 1125 kehrte die Flotte nach fast drei Jahren nach Venedig zurück. Erst 1126 teilte der Kaiser dem Dogen mit, er sei bereit, die Verträge wiederherzustellen.
Der Vizedoge Leachim unterschrieb eigenhändig eine Urkunde mit „Ego Leachim Michael vice dux manu mea subscripsi“, während von seinem Amtskollegen Domenico Michiel keine Urkunde überliefert ist.

## Rezeption

### Bis gegen Ende der Republik Venedig
Genauso wie Andrea Dandolo in seiner Mitte des 14. Jahrhunderts entstandenen und bald für die Historiographie Venedigs maßgeblich gewordenen Chronica per extensum descripta den Dogensohn Leachim und seinen Amtskollegen mit keinem Wort erwähnt, so schweigt auch die Cronica di Venexia detta di Enrico Dandolo aus dem späten 14. Jahrhundert, die älteste volkssprachliche Chronik Venedigs. Auch Pietro Marcello nennt die beiden Männer 1502 in seinem später ins Volgare unter dem Titel Vite de’prencipi di Vinegia übersetzten Werk, mit keinem Wort. Dies hängt mit der starken Abhängigkeit der venezianischen Geschichtsschreibung vom Werk des Dogen Andrea Dandolo zusammen.
Der Frankfurter Jurist und Richter Heinrich Kellner beschreibt in seiner 1574 erschienenen Chronica das ist Warhaffte eigentliche vnd kurtze Beschreibung, aller Hertzogen zu Venedig Leben, zwar die Taten des „Dominicus Michiel“, der 1120 „Hertzog worden“. Doch von einem Vizedogen (oder gar von zweien) berichtet auch er nicht. Da Kellner stark von Marcellus abhängt, überrascht dies allerdings nicht.
In der Übersetzung von Alessandro Maria Vianolis Historia Veneta, die 1686 in Nürnberg unter dem Titel Der Venetianischen Hertzogen Leben / Regierung, und Absterben / Von dem Ersten Paulutio Anafesto an / biss auf den itzt-regierenden Marcum Antonium Justiniani erschien, glaubt der Autor, „keine Feder / so klug und wohl geschnitten dieselbe auch seyn mag / seinen unvergleichlichen hohen Verstand und heldenmüthige Verrichtungen wird genugsam rühmen und beschreiben können.“ Auch die ledernen Münzen, „welche er Michelotti genennet“, erwähnt der Autor, ebenso wie die Übernahme der Münzen in das „Wappen“ der Falier, zudem, dass ihm 1129 „Petrus Polanus“ im Amt folgte. Doch die Frage der Aufrechterhaltung der Michiel-Vorherrschaft in der Abwesenheit des Dogen ließ er unbeantwortet.

### Historisch-kritische Darstellungen
Emmanuele Antonio Cicogna, der die Archivbestände überaus gut kannte, weist im 1834 erschienenen vierten Band seines Riesenwerkes Delle Inscrizioni Veneziane, in dem er eine gewaltige Anzahl an venezianischen Inschriften aufführt und einordnet, darauf hin, dass es für den Dogensohn eine Reihe von Namensvarianten gab, die vielfach Anlass zur Verwechslung gaben. So waren vor ihm Luchino, Ioachino, Leaco und dessen Verkleinerungsform Leachino, aber auch Eleaco gängig. Der zeitgenössische und somit richtige Name sei aus einer Urkunde hervorgegangen, in der der Vizedoge eigenhändig unterzeichnet habe, und zwar als Leahino. Dort erscheinen ein Pietro und ein Marcello als Söhne des Vizedogen. Viele dieser Entdeckungen gingen auf Fortunato Olmo zurück, so Cicogna, der ab 1619 eine Geschichte des Klosters San Giorgio Maggiore verfasst hatte. Diesem waren noch Bestände bekannt gewesen, die heute als verloren gelten.
Anders Heinrich Kretschmayr 1905 im ersten Band seiner dreibändigen Geschichte von Venedig. Im Zusammenhang mit dem Krieg in der Levante bringt Kretschmayr den neuen Gedanken ein, dass der Doge den Ehrgeiz gehabt haben könnte, die vor über hundert Jahren durchgesetzte Absage an eine Erbmonarchie wieder zu revidieren. Zwar bestimmte der Doge nicht seinen Sohn zum Nachfolger, sondern seinen Schwiegersohn, aber der Doge sei wohl derlei Gedanken im fortgeschrittenen Alter zugänglich gewesen. So führte der Doge die Flotte selbst, während seine Söhne „Leachino“ und Domenico als „Vizedogen“ – Kretschmayr selbst setzt das Wort in Anführungszeichen – zurückblieben (S. 225). Zugleich hält er Domenico für einen zweiten Sohn des Dogen. „Glorreicher Sieger auf drei Kriegsschauplätzen kam Domenico Michiele im Juni 1125 nach Venedig zurück, fortab eine grosse Gestalt in der vaterländischen Geschichte.“ Des Dogen hohe Stellung, vielleicht auch persönliche Bemühungen, hätten bewirkt, dass der Dogat der Familie in weiblicher Linie erhalten geblieben sei, denn sein Schwiegersohn Pietro Polani wurde sein Nachfolger. In einer Anmerkung sieht Kretschmayr in der Stellvertretung durch die Söhne, ähnlich wie bei Enrico Dandolo, nichts ungewöhnliches, auch wenn andere Autoren behaupteten, dessen Vertretung durch seinen Sohn „Renier Dandolo“ sei „wider alles Herkommen“ gewesen (S. 492). Hier verweist der Autor somit auf eine Kontinuitätslinie, die zwar langfristig ohne Wirkung blieb, die jedoch das Potenzial besaß, das althergebrachte Streben nach einer erblichen Herrschaft, mithin der Einrichtung einer Dogendynastie wieder zu beleben.